# Товарищ сержант
«Товарищ сержант» — песня российской рок-группы «Кафе» из альбома «Музыка крыш». Написана Алексеем Смирновым в 1997 году. Композиция была выпущена и как сингл. «Товарищ сержант» дала серьёзный толчок карьере группы, благодаря чему музыканты стали известны. На песню было снято несколько видеоклипов. «Товарищ сержант» исполняется на многих концертах группы.

## История
— История «Сержанта…» довольно странная и в какой-то мере случайная, — рассказывает А. Смирнов. — Нам предложили записать песню для какого-то попсового сборника. У нас была музыка, но не было слов. Текст я написал быстро, потом была такая же быстрая запись в студии, а в результате — хит, длиной в 15 лет. Но группа «Кафе» — это не только и не столько «Товарищ сержант».
В 1996 году «Кафе» приняли участие в телевизионном конкурсе «Инкубатор», который был организован в форме фестиваля и проходил в несколько этапов. В финальной части конкурса, «Кафе» с номером «Давай забудем» удалось обойти своих конкурентов рэперов СТДК с их хитом «Лето пролетело». В качестве поощрения за победу в конкурсе группе была предоставлена возможность записать одну из своих композиций и снять на неё видеоклип, с последующей трансляцией его по телевидению. Выбор пал на песню «Товарищ сержант», которая была в срочном порядке доделана и в начале 1997 года записана в студии радиостанции Europa Plus.
Запись песни была осуществлена несколько усечённым составом: ритм-секция основного состава «Кафе» в тот период находилась на гастролях с другим проектом. Участие же в записи Сергея Стародубцева ограничилось «моральной поддержкой».
В итоге будущий хит был записан и сведён за восемь часов усилиями самого Алексея Смирнова, который исполнил вокальные партии, а также партии соло- и ритм-гитары и клавишных, бас-гитаристки Анны Кузьминой, старой знакомой Алексея по хипповской тусовке. Однако во время окончательного сведения выяснилось, что трек бас-гитары записан с браком. В срочном порядке в студию был привлечен Андрей Косогоров, чью бас-гитару мы и слышим в финальной версии песни. А вот с барабанщиками, по словам Смирнова, вышел «затык» — никто из «откликнувшихся на зов» свободных в то время ударников не мог попасть в метроном, в результате чего было откровенно запорото несколько дублей. На роль барабанщика успели попробоваться несколько человек, но результаты «кафешников» не устроили. Время в студии было ограничено, и песню пришлось собирать из «осколков» и кусочков того, что было записано раньше. В итоге партия барабанов была «по крупицам» склеена из трека Арсена Израилова (основного барабанщика «Кафе» в то время), записанного за полгода до этого во Всеволожске, и нюансов, которые пришлось сыграть Смирнову. За оставшуюся смену Алексей успел наложить поверх склеенной из кусочков партии барабанов перкуссию, несколько гитар и клавишные, а также голоса и подпевки, которые пришлось записывать второпях.
Впервые песня была издана в 1998 году на сборнике «Наши в городе! Выстрел первый, предупредительный», чуть позже вышла на одноимённом сингле группы «Кафе», а в 1999 году — на их дебютном альбоме «Музыка крыш».

## Популярность
В опросе самых популярных песен в истории «Радио Балтика» за 20 лет песня заняла 7 место.

## Кавер-версии и другие записи
Петербургская украиноязычная группа «Сонце-Хмари» записала свою версию песни на украинском языке. В составе этой группы в разное время играли бывшие участники группы «КАФЕ» Дмитрий Бациев и Арсен Израилов, а также один из основателей «КАФЕ» Сергей Стародубцев.
Перевёл песню на украинский язык лидер «Сонце-Хмари», петербургский рок-фотограф и музыкант Андрей Федечко.
В мае 2009 записана версия песни совместно с Михаилом Боярским, а также была спета им сольно в клипе. Этот вариант «Товарища сержанта» вошёл в альбом КАФЕ «СвАбода» и бонус-треком в альбом «Три часа ночи» (2010).